# فيليب ديمرز
فيليب ديمرز هو طبيب بيطري وسياسي كندي، ولد في 28 أبريل 1919 في Saint-Sébastien, Montérégie ‏ في كندا، وتوفي في 4 مارس 1999 في شارل سبورغ في كندا. نشط حزبياً في الاتحاد الوطني. وقد انتخب عمدة Shawinigan-Sud ‏ (15 يوليو 1957 – 15 نوفمبر 1962) وانتخب عضو الجمعية الوطنية في كيبك ‏ عن دائرة Saint-Maurice (provincial electoral district) ‏ (5 يونيو 1966 – 29 أكتوبر 1973).